# Nomada breviuscula
Nomada breviuscula är en biart som beskrevs av Schwarz 1990. Nomada breviuscula ingår i släktet gökbin, och familjen långtungebin. Inga underarter finns listade i Catalogue of Life.